# ロコモティフ・スタジアム (モスクワ)
ロコモティフ・スタジアム (露:Стадион Локомотив、英:Lokomotiv Stadium) は、ロシア・モスクワにあるスタジアムである。

## 概要
2002年7月5日に完成。収容人数は28,800人。現在はFCロコモティフ・モスクワとラグビーチームのRCロコモティフ・モスクワの本拠地として使用されている。また、FCアンジ・マハチカラも治安等の理由でマハチカラでの開催が認められていないためUEFAヨーロッパリーグ 2012-13で使用した（グループリーグのみ。決勝トーナメントではルジニキ・スタジアム、2013-14シーズンはサトゥルン・スタジアムを使用）。
近年はサッカーロシア代表のメインスタジアムとして使用されている。

## ギャラリー

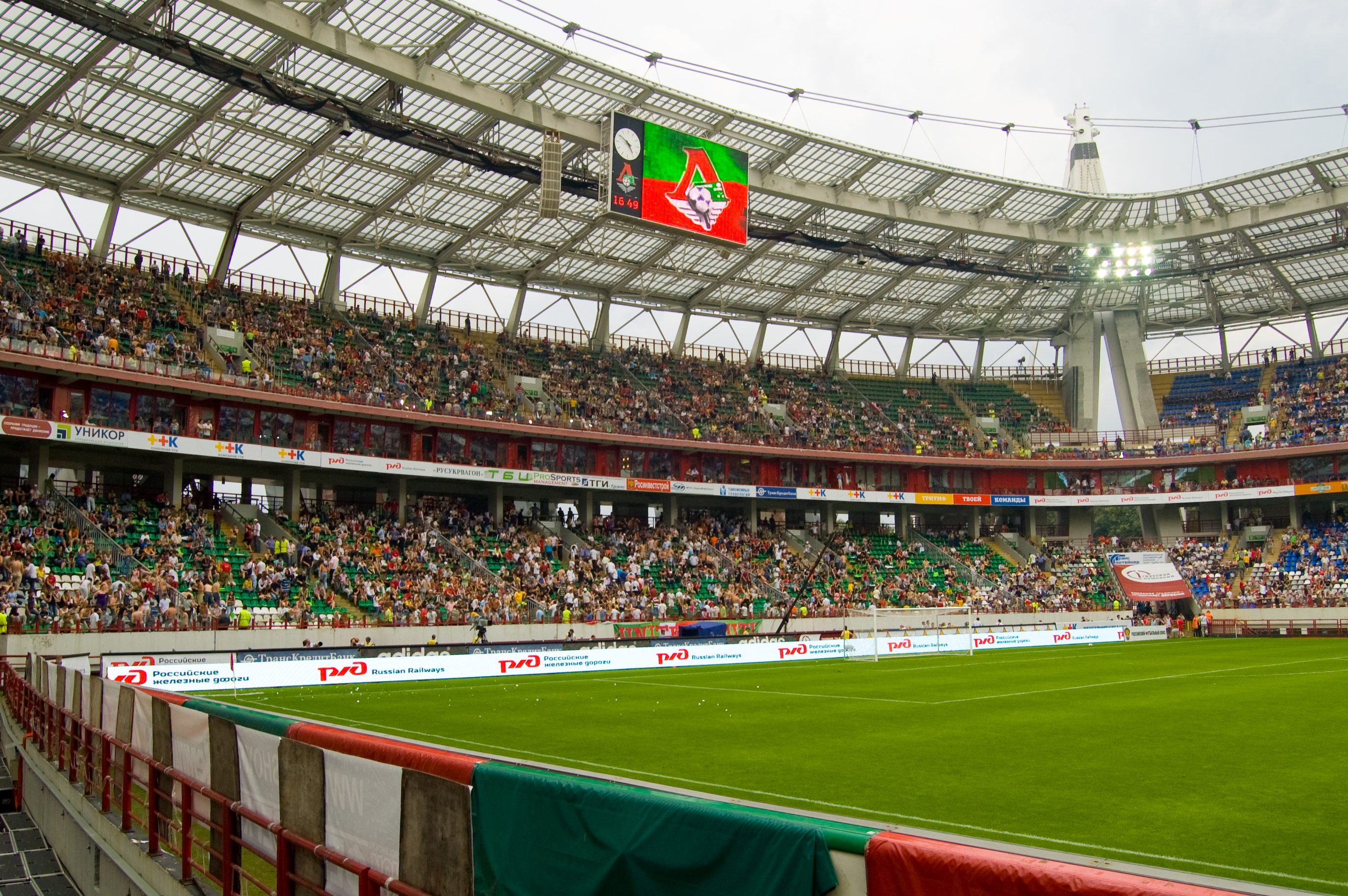